# Турица (Воденско)
 Тази статия е за селото във Воденско.  За селото в Сярско вижте Турица.  
Турица или Турице (на гръцки: Τουρίτσα) е бивше село в Република Гърция, на територията на дем Воден (Едеса), област Централна Македония.

## География
Селото е било разположено в в подножието планината Каймакчалан (на гръцки Вермио), край Патичино (Патима).

## История
Турица е българско село, което страда силно от нападенията на разбойнически банди и затова се разпада. Жителите му се изселват в Техово.